# Дев'ять життів (фільм, 2022)
«Дев'ять життів» (англ. 9 Bullets, букв. «Дев'ять куль») — американський бойовик-трилер 2022 року, знятий режисеркою Гігі Гастон за власним сценарієм. У головних ролях Ліна Гіді, Сем Вортінгтон і Дін Скотт Васкес. Фільм був знятий в Каліфорнії в розпал пандемії COVID-19. Натхнення Гастон для створення фільму ґрунтувалося на її тісній дружбі з танцівницею бурлеску Джипсі Роуз Лі (1911—1970), робочою назвою фільму було «Gypsy Moon». «Дев'ять життів» вийшли в обмежений кінопрокат у США 22 квітня 2022 року (дистриб'ютор компанія Screen Media), зібрав 193 908 доларів у всьому світі та отримав загалом негативні відгуки від критиків.
За сюжетом фільму, колишня танцівниця бурлеску, а нині письменниця Джипсі, намагається врятувати від переслідування злочинців сусідського хлопця Сема, який став свідком убивства своїх батьків.

## Акторський склад
- Ліна Гіді — Джипсі
- Сем Вортінгтон — Джек
- Дін Скотт Васкес — Сем
- Мартін Сенсмеєр — Едді
- Кріс Маллінакс — Майк
- Кем Жиґанде — Томмі
- Ла Ла Ентоні — Тасмін
- Емма Холцер — Ліза
- Донна Гуд — Купідон
- Ентоні Фіцджеральд — Мел
- Стефані Арсіла — Керолайн
- Закарі Мурен — Ральф
- Марлен Форте — бабуся
- Джон Алес — раббі Стайн
- Корнелія Гест — Дженніфер
- Барбара Герші — Лейсі
- Коллін Кемп — Дрю
- Даліла Алі Раджа — офіцер Сінді

## Виробництво
Фільм «Дев'ять життів» був профінансований компанією 120 dB Films та знятий у Санта-Кларіті й Лос-Анджелесі у штаті Каліфорнія під час розпалу пандемії коронавірусної хвороби COVID-19.

## Реліз
9 лютого 2022 року Screen Media оголосила, що придбала права на прокат фільм у Північній Америці і закриває угоди на ключових міжнародних ринках. 22 квітня 2022 року фільм вийшов обмеженим прокатом у деяких кінотеатрах у великих містах США та був доступний у форматі Digital HD на Amazon Prime Video та iTunes. Фільм вийшов на DVD і Blu-ray 7 червня 2022 року.

## Сприйняття

### Касові збори
Станом на 28 січня 2023 року «Дев'ять життів» заробили $10 601 в Європі та на Близькому Сході та $183 307 в Азійсько-тихоокеанському регіоні, а загальні світові збори склали $193 908.

### Критика
Фільм загалом був погано сприйнятий провідними кінокритиками. На вебсайті агрегатора оглядів Rotten Tomatoes 0 % із 18 відгуків критиків є позитивними із середньою оцінкою 3/10. Metacritic, який використовує середньозважену оцінку, поставив фільму оцінку 0 зі 100 на основі 4 критиків, вказуючи на «переважну неприязнь».